# 瓜雷略島
瓜雷尤島（Isla Guarello）是智利的島嶼，位於馬德雷德迪奧斯島附近，由麥哲倫-智利南極大區負責管轄，擁有世界上最南端的石灰礦，島上的礦量儲備足夠100年使用，每年出產60萬噸純度96％碳酸鈣的石灰石。 